# Ciboure
Ciboure är en kommun i departementet Pyrénées-Atlantiques i regionen Nouvelle-Aquitaine i sydvästra Frankrike. Kommunen ligger i kantonen Hendaye som tillhör arrondissementet Bayonne. År 2022 hade Ciboure 5 957 invånare.

## Befolkningsutveckling
Antalet invånare i kommunen Ciboure
| Referens: INSEE |